# گمینا اوبژتسکو
گمینا اوبژتسکو (به لهستانی:  Gmina Obrzycko) یک گمینا در لهستان است که در شهرستان شاموتوو واقع شده‌است. گمینا اوبژتسکو ۱۱۰٫۶۵ کیلومتر مربع مساحت و ۴٬۲۱۹ نفر جمعیت دارد.